# Govern d'Andorra 1994-1997
El Govern d'Andorra 1994–1997 estigué presidit per Marc Forné i fou el segon de la primera legislatura constitucional andorrana. Prengué possessió el desembre del 1994, després que Òscar Ribas dimitís com a cap de govern.

## Composició del govern
| Govern d'Andorra de 1994–1997             |                                                                          |                |
| Càrrec                                    | Titular                                                                  | Partit polític |
| Cap de Govern                             | Marc Forné Molné 7 de desembre de 1994–21 de març de 1997                | Unió Liberal   |
| Relacions Exteriors                       | Manel Mas Ribó 22 de desembre de 1994–21 de març de 1997                 | Unió Liberal   |
| Economia, Agricultura, Comerç i Indústria | Joan Tomàs Roca 22 de desembre de 1994–21 de març de 1997                | Unió Liberal   |
| Finances                                  | Susagna Arasanz Serra 22 de desembre de 1994–21 de març de 1997          | Unió Liberal   |
| Afers Socials i Cultura                   | Pere Canturri Montanya 22 de desembre de 1994–21 de març de 1997         | Unió Liberal   |
| Educació, Joventut i Esports              | Carme Sala Sansa 22 de desembre de 1994–21 de març de 1997               | Unió Liberal   |
| Ordenament Territorial                    | Lluís Montanya Tarrés 12 de gener de 1995–21 de març de 1997             | Unió Liberal   |
| Sanitat                                   | Josep Maria Goicoechea Utrillo 14 de desembre de 1995–21 de març de 1997 | Unió Liberal   |
| Medi Ambient i Turisme                    | Enric Pujal Areny 23 de febrer de 1996–21 de març de 1997                | Unió Liberal   |